# Posti di ispezione frontaliera
I PIF - Posti di Ispezione Frontaliera sono articolazioni territoriali del Ministero della salute, che si occupano dei controlli veterinari.

## Funzioni
I PIF sono in sostanza degli uffici veterinari riconosciuti su base comunitaria, che effettuano i controlli igienico sanitari su animali vivi, prodotti e sottoprodotti di origine animale, provenienti da Paesi Terzi, destinati sia all'Italia che all'Unione europea, o anche solo in transito.

## Organizzazione
Gli uffici, in numero di 38 PIF, sono dislocati in tutto il territorio nazionale, nei luoghi di frontiera, negli aeroporti e nei porti. Essi sono:
- Svizzera: Campocologno, Chiasso,
- Valle d'Aosta: Pollein,
- Piemonte: Torino,
- Liguria: La Spezia, Genova,
- Lombardia: Milano Linate, Milano Malpensa, Bergamo,
- Friuli-Venezia Giulia: Trieste,
- Veneto: Venezia, Verona,
- Emilia-Romagna: Rimini, Bologna, Ravenna,
- Toscana: Livorno,
- Marche: Ancona,
- Lazio: Fiumicino, Gaeta, Civitavecchia,
- Campania: Salerno, Napoli,
- Puglia: Taranto, Bari,
- Calabria: Reggio Calabria, Gioia Tauro,
- Sicilia: Palermo, Trapani,
- Sardegna: Olbia.